# Hit Mania Estate 2018
Hit Mania Estate 2018 è una compilation di artisti vari facente parte della serie Hit Mania, uscita nei negozi il 13 Luglio 2018.
È stata pubblicata sia in versione singola (2 CD + rivista), sia in versione cofanetto (4 CD + rivista) dove oltre "Hit Mania Estate 2018" e "Hit Mania Estate 2018 Club Version" troverete anche il CD3: "DEEP HOUSE PARTY Estate 2018" e il CD4: "EDM Elecrtonic Dance Music #7".
La compilation è stata mixata dal disc jockey Mauro Miclini di Radio Deejay.
La copertina è stata curata e progettata da Gorial.

## Tracce
CD 1
1. Boomdabash & Loredana Bertè - Non Ti Dico No
2. Thegiornalisti - Felicità puttana
3. Alvaro Soler - La cintura
4. Zedd, Maren Morris & Grey - The Middle
5. Benji & Fede - Moscow Mule
6. Emis Killa - Rollercoaster
7. Mihail - Who You Are (Eric Chase Rmx)
8. Cesare Cremonini -  Kashmir-Kashmir
9. Tiësto & Dzeko feat. Preme & Post Malone - Jackie Chan
10. Elodie, Michele Bravi, Guè Pequeno - Nero Bali
11. Ariana Grande - No Tears Left To Cry
12. Bob Sinclar - I Believe
13. Federico Scavo - Blow It (Radio Edit)
14. Lost Frequencies feat. James Blunt - Melody
15. Shorty - Canta Canta
16. Ofenbach & Lack Of Afro - Party (Feat. Wax & Herbal T)
17. Klingande feat. Krishane - Rebel Yell
18. Metro & Nelly Furtado - Sticks & Stones
19. Burak Yeter & Cecilia Krull - My Life Is Going On Remix (Burak Yeter Rmx)
20. Sfera Ebbasta feat. Quavo - Cupido
21. Steven May - Anything For Love
22. La Zero - Kitch & Chic
23. Marco Veneziano & Zeroone - Quiero
24. Imagine Dragons - Next to Me

CD 2
1. Domy Pirelli - Magic Summer (Radio Balkan Mix)
2. Houseways feat. German Leguizamon - El Sueño Equivocado
3. Luka J Master & Carlo M feat. Karlon Urbano - Soy Feliz (Marcus Lanzer Remix)
4. Marco Bresciani feat. Giulia -  Do Re Mi (Radio Version)
5. DJ Nitro - Dindina
6. Moda Phun -  Won't Hurt Ya (Radio Edit)
7. Heart Killer - I Haven’t You
8. Luca Mollo Feat. Lex Ollom - Please Believe
9. Jungle Kid - Life Is Hard
10. Dainpeace - Jint
11. The Gardner - You Drive Me Crazy
12. Kanduveda & Simone Marino - We Don't Need
13. Baldazar - Oh Moon
14. Wanda Fisher & Daresh Syzmoon -  What Does He Want
15. Baldazar - Take Me Now
16. Terry Attoma - Shakera Nena
17. Mihai Mihai - It’s Time For Spring
18. Dainpeace - Going Up
19. Emanuele Carocci & Oscar B - Why
20. Housebox - Feel Like A Loaded Gun
21. Midnoght - Falling In Love
22. Milk And Coffee - Como Te Quiero
23. Joe Berte' eat. G-Laspada - Anime D'Estate
24. DJ Osso, DJ Eddy Rox, Paky feat. Gianni Drudi - Fiky Fiky (Rmx)